# Diadasia friesei
Diadasia friesei là một loài Hymenoptera trong họ Apidae. Loài này được Cockerell mô tả khoa học năm 1898.